# Hopman Cup 2008
Résultats détaillés de l'édition 2008 du tournoi de tennis professionnel mixte Hopman Cup.
La Hopman Cup 2008 est la 20e édition du tournoi. Huit équipes mixtes participent à la compétition finale. La compétition se dispute selon les modalités dites du « round robin » : séparées en deux poules de quatre équipes, les deux premières de chacune sont conviées à se disputer le titre en finale. Chaque confrontation entre deux pays consiste en trois phases : un simple dames, un simple messieurs et un double mixte décisif.
Le tournoi, qui commence le 29 décembre 2007 au Burswood Entertainment Complex, se déroule à Perth, en Australie.

## Faits marquants
- C'est la paire américaine composée de Serena Williams et de Mardy Fish qui gagne la finale face aux Serbes Novak Djokovic et Jelena Janković, cette dernière souffrant d'une blessure contractée plus tôt dans la compétition.
- Il s'agit de la cinquième victoire des États-Unis en Hopman Cup et de la seconde pour Williams après 2003.

## Parcours
| No | Équipe                         | Résultat       | Ultimes adversaires                |
| -- | ------------------------------ | -------------- | ---------------------------------- |
| 1  | Serena Williams Mardy Fish     | Victoire       | Jelena Janković Novak Djokovic (2) |
| 2  | Jelena Janković Novak Djokovic | Finale         | Serena Williams Mardy Fish (1)     |
| 3  | Lucie Šafářová Tomáš Berdych   | 4e du groupe B | 1 victoire 2 défaites              |
| 4  | Tatiana Golovin Arnaud Clément | 2e du groupe A | 2 victoires 1 défaite              |

| No | Équipe                          | Résultat       | Ultimes adversaires   |
| -- | ------------------------------- | -------------- | --------------------- |
| 1  | Gisela Dulko Juan Ignacio Chela | 4e du groupe A | 0 victoire 3 défaites |
| 2  | Alicia Molik Peter Luczak       | 3e du groupe B | 1 victoire 2 défaites |
| 3  | Sania Mirza Rohan Bopanna       | 2e du groupe B | 1 victoire 2 défaites |
| 4  | Hsieh Su-Wei Lu Yen-hsun        | 3e du groupe A | 1 victoire 2 défaites |

## Matchs de poule
L'équipe en tête de chaque poule se voit qualifiée pour la finale.

### Groupe A

#### Classements
| #   | Équipe victorieuse | Adversaire     | Score |
| 1er | Serbie             | Taipei chinois | 3 - 0 |
| 2e  | France             | Argentine      | 2 - 1 |
| 3e  | Serbie             | France         | 2 - 1 |
| 4e  | Taipei chinois     | Argentine      | 3 - 0 |
| 5e  | France             | Taipei chinois | 3 - 0 |
| 6e  | Serbie             | Argentine      | 2 - 1 |

| #   | Pays           | Points | Matchs | Sets   |
| --- | -------------- | ------ | ------ | ------ |
| 1re | Serbie         | 3 - 0  | 7 – 2  | 15 – 5 |
| 2e  | France         | 2 - 1  | 6 – 3  | 12 – 7 |
| 3e  | Taipei chinois | 1 - 2  | 3 – 6  | 9 – 14 |
| 4e  | Argentine      | 0 - 3  | 2 – 7  | 5 – 15 |

#### Matchs détaillés
|  | Équipe 1 | Score | Équipe 2       |  |
|  | Serbie   | 3 – 0 | Taipei chinois |  |

| Ordre des matchs | Joueurs             | Points au premier set | Points au second set | Points au troisième set |
| ---------------- | ------------------- | --------------------- | -------------------- | ----------------------- |
| 1                | Jelena Janković     | 6                     | 6                    |                         |
| 1                | Hsieh Su-Wei        | 4                     | 4                    |                         |
|                  |                     |                       |                      |                         |
| 2                | Novak Djokovic      | 7                     | 2                    | 6                       |
| 2                | Lu Yen-hsun         | 5                     | 6                    | 3                       |
|                  |                     |                       |                      |                         |
| 3 (sans enjeu)   | Janković - Djokovic | 3                     | 6                    | 7                       |
| 3 (sans enjeu)   | Hsieh - Lu          | 6                     | 2                    | 68                      |

|  | Équipe 1 | Score | Équipe 2  |  |
|  | France   | 2 – 1 | Argentine |  |

| Ordre des matchs | Joueurs            | Points au premier set | Points au second set | Points au troisième set |
| ---------------- | ------------------ | --------------------- | -------------------- | ----------------------- |
| 1                | Tatiana Golovin    | 6                     | 6                    |                         |
| 1                | Gisela Dulko       | 4                     | 3                    |                         |
|                  |                    |                       |                      |                         |
| 2                | Arnaud Clément     | 1                     | 3                    |                         |
| 2                | Juan Ignacio Chela | 6                     | 6                    |                         |
|                  |                    |                       |                      |                         |
| 3                | Golovin - Clément  | 6                     | 6                    |                         |
| 3                | Dulko - Chela      | 3                     | 2                    |                         |

|  | Équipe 1 | Score | Équipe 2 |  |
|  | Serbie   | 2 – 1 | France   |  |

| Ordre des matchs | Joueurs             | Points au premier set | Points au second set | Points au troisième set |
| ---------------- | ------------------- | --------------------- | -------------------- | ----------------------- |
| 1                | Jelena Janković     | 1                     | ab.                  |                         |
| 1                | Tatiana Golovin     | 6                     |                      |                         |
|                  |                     |                       |                      |                         |
| 2                | Novak Djokovic      | 6                     | 6                    |                         |
| 2                | Arnaud Clément      | 3                     | 3                    |                         |
|                  |                     |                       |                      |                         |
| 3                | Janković - Djokovic | 5                     | 6                    | 7                       |
| 3                | Golovin - Clément   | 7                     | 4                    | 64                      |

|  | Équipe 1       | Score | Équipe 2  |  |
|  | Taipei chinois | 3 – 0 | Argentine |  |

| Ordre des matchs | Joueurs            | Points au premier set | Points au second set | Points au troisième set |
| ---------------- | ------------------ | --------------------- | -------------------- | ----------------------- |
| 1                | Hsieh Su-Wei       | 3                     | 7                    | 7                       |
| 1                | Gisela Dulko       | 6                     | 62                   | 5                       |
|                  |                    |                       |                      |                         |
| 2                | Lu Yen-hsun        | 6                     | 6                    |                         |
| 2                | Juan Ignacio Chela | 3                     | 4                    |                         |
|                  |                    |                       |                      |                         |
| 3 (sans enjeu)   | Hsieh - Lu         | 3                     | 6                    | 7                       |
| 3 (sans enjeu)   | Dulko - Chela      | 6                     | 4                    | 64                      |

|  | Équipe 1 | Score | Équipe 2       |  |
|  | France   | 3 – 0 | Taipei chinois |  |

| Ordre des matchs | Joueurs           | Points au premier set | Points au second set | Points au troisième set |
| ---------------- | ----------------- | --------------------- | -------------------- | ----------------------- |
| 1                | Tatiana Golovin   | 6                     | 6                    |                         |
| 1                | Hsieh Su-Wei      | 1                     | 1                    |                         |
|                  |                   |                       |                      |                         |
| 2                | Arnaud Clément    | 7                     | 6                    |                         |
| 2                | Lu Yen-hsun       | 62                    | 4                    |                         |
|                  |                   |                       |                      |                         |
| 3 (sans enjeu)   | Golovin - Clément | 6                     | 4                    | 7                       |
| 3 (sans enjeu)   | Hsieh - Lu        | 4                     | 6                    | 6                       |

|  | Équipe 1 | Score | Équipe 2  |  |
|  | Serbie   | 2 – 1 | Argentine |  |

| Ordre des matchs | Joueurs             | Points au premier set | Points au second set | Points au troisième set |
| ---------------- | ------------------- | --------------------- | -------------------- | ----------------------- |
| 1                | Jelena Janković     | 7                     | ab.                  |                         |
| 1                | Gisela Dulko        | 610                   |                      |                         |
|                  |                     |                       |                      |                         |
| 2                | Novak Djokovic      | 6                     | 6                    |                         |
| 2                | Juan Ignacio Chela  | 2                     | 3                    |                         |
|                  |                     |                       |                      |                         |
| 3                | Janković - Djokovic | 6                     | 3                    | 7                       |
| 3                | Dulko - Chela       | 1                     | 6                    | 64                      |

### Groupe B

#### Classements
| #   | Équipe victorieuse | Adversaire | Score |
| 1er | États-Unis         | Inde       | 2 - 1 |
| 2e  | Australie          | Tchéquie   | 2 - 1 |
| 3e  | États-Unis         | Tchéquie   | 3 - 0 |
| 4e  | Inde               | Australie  | 2 - 1 |
| 5e  | Tchéquie           | Inde       | 2 - 1 |
| 6e  | États-Unis         | Australie  | 3 - 0 |

| #   | Pays       | Points | Matchs | Sets    |
| --- | ---------- | ------ | ------ | ------- |
| 1re | États-Unis | 3 - 0  | 8 – 1  | 13 – 4  |
| 2e  | Inde       | 1 - 2  | 4 – 5  | 10 – 12 |
| 3e  | Australie  | 1 - 2  | 3 – 6  | 8 – 12  |
| 4e  | Tchéquie   | 1 - 2  | 3 – 6  | 7 – 10  |

#### Matchs détaillés
|  | Équipe 1   | Score | Équipe 2 |  |
|  | États-Unis | 2 – 1 | Inde     |  |

| Ordre des matchs | Joueurs             | Points au premier set | Points au second set | Points au troisième set |
| ---------------- | ------------------- | --------------------- | -------------------- | ----------------------- |
| 1                | Meghann Shaughnessy | 6                     | 4                    | 6                       |
| 1                | Sania Mirza         | 4                     | 6                    | 3                       |
|                  |                     |                       |                      |                         |
| 2                | Mardy Fish          | 6                     | 6                    |                         |
| 2                | Rohan Bopanna       | 2                     | 4                    |                         |
|                  |                     |                       |                      |                         |
| 3 (sans enjeu)   | Shaughnessy / Fish  | 4                     | 4                    |                         |
| 3 (sans enjeu)   | Mirza / Bopanna     | 6                     | 6                    |                         |

|  | Équipe 1  | Score | Équipe 2           |  |
|  | Australie | 2 – 1 | République tchèque |  |

| Ordre des matchs | Joueurs            | Points au premier set | Points au second set | Points au troisième set |
| ---------------- | ------------------ | --------------------- | -------------------- | ----------------------- |
| 1                | Alicia Molik       | 7                     | 6                    |                         |
| 1                | Lucie Šafářová     | 5                     | 2                    |                         |
|                  |                    |                       |                      |                         |
| 2                | Peter Luczak       | 67                    | 4                    |                         |
| 2                | Tomáš Berdych      | 7                     | 6                    |                         |
|                  |                    |                       |                      |                         |
| 3                | Molik / Luczak     | 7                     | 6                    |                         |
| 3                | Šafářová / Berdych | 5                     | 3                    |                         |

|  | Équipe 1   | Score | Équipe 2           |  |
|  | États-Unis | 3 – 0 | République tchèque |  |

| Ordre des matchs | Joueurs            | Points au premier set | Points au second set | Points au troisième set |
| ---------------- | ------------------ | --------------------- | -------------------- | ----------------------- |
| 1                | Serena Williams    | 6                     | 2                    | 7                       |
| 1                | Lucie Šafářová     | 0                     | 6                    | 5                       |
|                  |                    |                       |                      |                         |
| 2                | Mardy Fish         | 6                     |                      |                         |
| 2                | Tomáš Berdych      | 0                     | ab.                  |                         |
|                  |                    |                       |                      |                         |
| 3 (sans enjeu)   | Williams / Fish    |                       |                      |                         |
| 3 (sans enjeu)   | Šafářová / Berdych |                       | forfait              |                         |

|  | Équipe 1 | Score | Équipe 2  |  |
|  | Inde     | 2 – 1 | Australie |  |

| Ordre des matchs | Joueurs         | Points au premier set | Points au second set | Points au troisième set |
| ---------------- | --------------- | --------------------- | -------------------- | ----------------------- |
| 1                | Sania Mirza     | 6                     | 2                    | 6                       |
| 1                | Alicia Molik    | 2                     | 6                    | 4                       |
|                  |                 |                       |                      |                         |
| 2                | Rohan Bopanna   | 6                     | 3                    |                         |
| 2                | Peter Luczak    | 7                     | 6                    |                         |
|                  |                 |                       |                      |                         |
| 3                | Mirza / Bopanna | 6                     | 4                    | 7                       |
| 3                | Molik / Luczak  | 2                     | 6                    | 61                      |

|  | Équipe 1           | Score | Équipe 2 |  |
|  | République tchèque | 2 – 1 | Inde     |  |

| Ordre des matchs | Joueurs            | Points au premier set | Points au second set | Points au troisième set |
| ---------------- | ------------------ | --------------------- | -------------------- | ----------------------- |
| 1                | Lucie Šafářová     | 6                     | 4                    | 6                       |
| 1                | Sania Mirza        | 2                     | 6                    | 3                       |
|                  |                    |                       |                      |                         |
| 2                | Tomáš Berdych      | 6                     | 6                    |                         |
| 2                | Rohan Bopanna      | 4                     | 0                    |                         |
|                  |                    |                       |                      |                         |
| 3 (sans enjeu)   | Šafářová / Berdych | 3                     | 2                    |                         |
| 3 (sans enjeu)   | Mirza / Bopanna    | 6                     | 6                    |                         |

|  | Équipe 1   | Score | Équipe 2  |  |
|  | États-Unis | 3 – 0 | Australie |  |

| Ordre des matchs | Joueurs         | Points au premier set | Points au second set | Points au troisième set |
| ---------------- | --------------- | --------------------- | -------------------- | ----------------------- |
| 1                | Serena Williams | 6                     | 6                    |                         |
| 1                | Alicia Molik    | 2                     | 67                   |                         |
|                  |                 |                       |                      |                         |
| 2                | Mardy Fish      | 7                     | 7                    |                         |
| 2                | Peter Luczak    | 65                    | 610                  |                         |
|                  |                 |                       |                      |                         |
| 3 (sans enjeu)   | Williams / Fish | 6                     | 6                    |                         |
| 3 (sans enjeu)   | Molik / Luczak  | 2                     | 3                    |                         |

## Finale
La finale de la Hopman Cup 2008 se joue entre la Serbie et les États-Unis.
|  | Équipe 1 | Score | Équipe 2   |  |
|  | Serbie   | 1 – 2 | États-Unis |  |